# Котляровка
Ко́тляровка (рос. Котляровка) — селище у складі Борківської сільської ради Поспєлихинського району Алтайського краю, Росія.

## Населення
Населення — 418 осіб (2010; 553 осіб у 2002 році).
Національний склад (станом на 2002 рік):
- росіяни — 78 %